# Yerville
Yerville is een gemeente in het Franse departement Seine-Maritime (regio Normandië) en telt 2170 inwoners (1999). De plaats maakt deel uit van het arrondissement Rouen.

## Geografie
De oppervlakte van Yerville bedraagt 10,4 km², de bevolkingsdichtheid is 208,7 inwoners per km².
De onderstaande kaart toont de ligging van Yerville met de belangrijkste infrastructuur en aangrenzende gemeenten.

## Demografie
Onderstaande figuur toont het verloop van het inwonertal (bron: INSEE-tellingen).